# Stanisław Sinkowski
Stanisław Sinkowski (ur. 3 stycznia 1890 w Sanoczku, zm. 20 października 1942 w Perth) – polski duchowny rzymskokatolicki, dziekan Wojska Polskiego, kawaler Orderu Virtuti Militari.

## Życiorys
Urodził się 3 stycznia 1890 w Sanoczku, w rodzinie Jana, nauczyciela ludowego, i Agnieszki z Chowańców. W 1909 zdał egzamin dojrzałości w C. K. Gimnazjum Męskim w Sanoku (w jego klasie byli m.in. Karol Friser, Jakub Mikoś, Władysław Owoc, Jan Scherff, Zygmunt Wrześniowski, Karol Zaleski). W trakcie nauki szkolnej zamieszkiwał z matką przy ulicy Rylskich. Następnie studiował teologię w Seminarium Duchownym w Przemyślu. Będąc klerykiem wprowadził akcję niepodległościową w podprzemyskich wsiach będących pod wpływami ruskimi: Kuńkowce (przez trzy lata) i Ostrów, organizował koła amatorskie, przedstawienia, odczyty i naukę musztry. 29 czerwca 1913 przyjął święcenia kapłańskie w Przemyślu. Od 1913 do czerwca 1917 posługiwał jako wikariusz i zastępca katechety w różnych miejscowościach. Pod koniec 1913 został przeniesiony z Odrzykonia do parafii w Dębowcu, stamtąd w 1915 do Golcowej, następnie pod koniec 1916 do Jasienia.
Podczas I wojny światowej na wiosnę 1917 został mianowany kapelanem rezerwowym c. i k. armii pełniąc wówczas służbę w powiatowej komendzie uzupełniającej obrony krajowej w Sanoku. 1 lipca 1917 został powołany do wojskowej służby duszpasterskiej w c. i k. armii w charakterze kapelana polowego (niem. feldsuperior) w Przemyślu do 30 sierpnia 1917. Od 1 września 1917 do 27 października 1918 służył w batalionie zapasowym 90 pułku piechoty w Jiczynie. Był kapelanem w szpitalach polowych (malarycznych) w okręgu Litomierzyce na terenie Czech. Od sierpnia 1918 działał w konspiracji polskiej w ramach 90 pułku będąc odpowiedzialnym za magazyn wojskowy. Według stanu ewidencji armii z 1918 przebywał wtedy w Jasieniu.
W październiku 1918 w Jarosławiu uczestniczył w przekształcaniu batalionu zapasowego 90 pułku piechoty w Jiczynie na oddział Wojska Polskiego, późniejszy 14 pułk piechoty. W szeregach tego pułku wyruszył na front polsko-ukraiński. Od 1 listopada 1918 pełnił funkcję kapelana grupy „Lubaczów”. W grudniu 1918 z 3 kompanią podczas walk pod Lubaczowem szedł w tyralierze z atakującymi żołnierzami, opatrywał i wynosił rannych, pomagał strzelającym, wygłaszał przemówienia zagrzewając żołnierzy do walki i służył jako kapłan. Jako kapelan 14 pp walczył na wojnie z bolszewikami. Wyróżnił się w walkach, w pierwszej linii nad Sanem. Koło stacji kolejowej Białokorowicze konno udał się do oddziału atakującego, aby żołnierzom dodać animuszu. Dwukrotnie był przedstawiany do odznaczenia Orderem Virtuti Militari (za walki w 1918 i w 1920 roku), który otrzymał w 1921 roku. Od 15 lipca 1921 roku był kapelanem Garnizonu Starogard, od września tego roku w stopniu starszego kapelana (major) ze starszeństwem z dniem 1 czerwca 1919, został mianowany proboszczem Syberyjskiej Dywizji Piechoty. 15 listopada 1923 objął stanowisko kierownika Rejonu Duszpasterstwa Toruń i proboszcza kościoła pw. św. Katarzyny, a z dniem 15 sierpnia 1924 – kierownika Rejonu Duszpasterstwa Katowice-Oświęcim i proboszcza parafii garnizonowej w Katowicach. Tam w latach 1930–1933 zbudował kościół garnizonowy św. Kazimierza Królewicza. 2 grudnia 1930 roku został mianowany na stopień proboszcza ze starszeństwem z dniem 1 stycznia 1931 i 4. lokatą w duchowieństwie wojskowym wyznania rzymskokatolickiego. W czerwcu 1934 został przeniesiony na stanowisko szefa duszpasterstwa Okręgu Korpusu Nr VIII w Toruniu. Na stopień dziekana został mianowany ze starszeństwem z dniem 19 marca 1939 i 2. lokatą w duchowieństwie wojskowym wyznania rzymskokatolickiego.
W czasie kampanii wrześniowej 1939 był delegatem biskupa polowego WP Józefa Gawliny w Kwaterze Głównej Naczelnego Wodza. Po kampanii wrześniowej został internowany w Rumunii, w obozie Babadag. Później w Polskich Siłach Zbrojnych w Anglii. Od lutego 1942 był szefem duszpasterstwa I Korpusu Polskiego. Zmarł 20 października 1942 w szkockim Perth w Wielkiej Brytanii i został pochowany na tamtejszym cmentarzu Wellshill.

## Ordery i odznaczenia
- Krzyż Srebrny Orderu Wojskowego Virtuti Militari nr 4615[2] – 1921[32]
- Złoty Krzyż Zasługi – 19 marca 1937 „za zasługi na polu pracy duszpasterskiej w wojsku”[33][34]
- Medal Pamiątkowy za Wojnę 1918–1921[35]
- Medal Dziesięciolecia Odzyskanej Niepodległości[35]
- Papieski Krzyż „Pro Ecclesia et Pontifice” – 1932[36][35]